# ادوارد هیبرت
ادوارد هیبرت (انگلیسی: Edward Hibbert؛ زادهٔ ۹ سپتامبر ۱۹۵۵) یک هنرپیشه اهل ایالات متحده آمریکا است.
از فیلم‌ها یا برنامه‌های تلویزیونی که وی در آن نقش داشته است می‌توان به حیثیت، آنامورف و اولین باشگاه همسران اشاره کرد.